# 롯데 자이언츠의 로고와 유니폼

## 원정 경기 유니폼
2009년부터 착용하고 있는 유니폼이다. 검은색 바탕의 유니폼으로 어깨부터 옆구리를 잇는 부분에 주황색 굵은 선이 새겨졌다. 가슴 부분에는 롯데자이언츠 구단명이 Swiss 721 Condensed Bold체로 삽입됐다. 모든 원정 경기에 착용하며, 구단 유니폼 이벤트에 따라 홈 경기에 착용한 적도 있다. 선수 이름은 흰색, 등번호는 주황색 글씨로 새겨졌다.  유니폼 속에는 검은색 언더셔츠를 착용하고, 줄무늬 바지를 착용한다. 한편, 2011년 7월 29일 두산 베어스와의 경기는 유니폼 위크 이벤트의 일환으로 홈경기임에도 불구하고 이 유니폼을 착용하고 경기를 했다.

## 얼트 유니폼
얼트 유니폼은 홈 경기와 원정 경기의 2가지 일반 유니폼 외에 특정 목적을 위해 제작된 유니폼이다. 여기서 얼트는 원어인 alternate uniforms에서 alt를 말한다.
- 홈 경기 선데이 유니폼 (2012~)

2012년부터 새롭게 착용하는 선데이 유니폼은 전면부와 후반부는 흰색 바탕에 팔과 어깨 부분은 주황색으로 목부분과 옆구리 부분엔 검은색으로 처리했다. 가슴 부분에는 BUSAN LOTTE GIANTS라는 글자가 새겨졌다,  선수 이름은 검은색, 등번호는 주황색으로 윤곽선 처리된 검정 글씨로 새겨졌다. 유니폼 속에는 검은색 언더셔츠를 착용하고, 줄무늬 바지를 착용한다.
- 유니세프 유니폼

2011년부터 매월 마지막 목요일 홈경기에 착용하는 유니폼으로, 유니세프를 후원하는 조건으로 착용한다. 전체 바탕은 흰색이고, 팔과 어깨 부분은 옅은 파란색이 배색됐다. 선수의 이름은 새겨지지 않으며, 등번호는 엷은 파란색 글씨에 주황색 테두리로 새겨졌다.  유니폼 속에는 검은색 언더셔츠를 착용하고, 줄무늬 바지를 착용한다.
- 밀리터리 유니폼

2008년부터 매년 6월(주로 현충일이나 6월 25일에 착용)에 일회성으로 착용하는 유니폼이다. 전체 바탕은 국군 전투복 무늬인 국방색 얼룩무늬 색깔이며, 가슴 부분에 롯데자이언츠 로고가 새겨진다. 왼쪽 가슴 부분에는 착용 선수의 국적 국기가 부착되며, 선수 이름은 흰색 글씨의 영어로 표기된다. 등번호는 주황색 글씨로 새겨졌다. 유니폼 속에는 검은색 언더셔츠를 착용하고, 줄무늬 바지를 착용한다. 2013년부터는 신형 국군전투복에 맞춰 위장무늬를 디지털 무늬로 바꾼 밀리터리 유니폼을 선보였으며, 2016년에는 해군 유니폼을 선보일 예정이다.
- 연습 유니폼

평소에는 경기 전 연습용으로 입는 유니폼이지만, 여름철 특별 이벤트 기간에 착용하는 경우가 있다. 상의 모든 부분이 주황색이며, 등번호만 검은색으로 새겨져 있다.  유니폼 속에는 검은색 언더셔츠를 착용하고, 줄무늬 바지를 착용한다.
- 도라에몽 유니폼

2016년 4월 한 달동안 매주 토요일 홈경기에서 일본의 애니메이션인 도라에몽에서 착안한 스페셜 유니폼을 착용한다. 선수들은 오른쪽 아랫부분에 도라에몽이 롯데자이언츠 유니폼을 입은 모습을 그린 유니폼을 입는다.

## 과거 유니폼
- 1982년~1995년 홈 유니폼

과거 롯데 오리온스 유니폼과 비슷한 유니폼이었다. 흰색(아이보리색에 가까우나 흰색이다) 바탕에 어깨와 팔 부분에는 빨간색과 파란색 줄무늬가 삽입돼 있다. 가슴 부분에는 빨간색 영문 글씨로 자이언츠(Giants)라는 로고가 새겨졌다. 1986년부터는 자이언츠라는 구단 명칭 대신 롯데(LOTTE)라는 기업 로고가 새겨졌다. 선수 이름은 검은색, 등번호는 빨간색으로 새겨져 있다. 최근 많은 팬들이 이 유니폼을 응원용 또는 개인 소장용으로 별도 제작해 착용하는 사례가 많아졌으며, 구단 측에서도 이 유니폼을 제작해 판매하고 있다. 선수들도 2012년부터 챔피언스 데이에 이 유니폼을 입고 경기에 나선다. 유니폼 착용 당시에는 남색 언더셔츠를 착용했다.
- 1984년~1995년 원정 유니폼

구단에서 부르는 공식 명칭은 '챔피온 유니폼'이다. 1984년과 1992년에 이 유니폼을 입고 우승을 차지했기 때문이다. 일부 팬들은 유니폼 색깔이 만화 '스머프'의 등장 인물의 몸 색깔과 유사하다고 해 일명 '스머프 유니폼'으로 부르는 유니폼이다. 과거 롯데 오리온스 유니폼과 비슷한 유니폼이었다. 윗옷과 바지가 모두 밝은 파랑인 점이 특징이다. 홈 유니폼과 마찬가지로 어깨와 팔 부분에는 빨간색과 파란색 줄무늬가 삽입돼 있다. 가슴 부분에는 빨간색 영문 글씨로 롯데 기업명이 새겨졌다. 선수 이름은 검은색, 등번호는 빨간색으로 새겨져 있다. 최근에도 매월 마지막 수요일 홈 경기 때 '챔피언스 데이'라는 타이틀 아래 이 유니폼을 입고 공식 경기에 출전하고 있으며, '챔피언스 데이'는 사직야구장 입장료가 50% 할인된다. 많은 일반 팬들도 이 유니폼을 구입해서 입고 있다. 유니폼 착용 당시에는 남색 언더셔츠를 착용했으며, 최근에는 검은색 언더셔츠를 착용하고 경기에 나선다.
- 1996년~2002년 홈 유니폼

지바 롯데 마린스 유니폼과 비슷한 유니폼 디자인이었다. 흰색 바탕에 검은색 줄무늬가 새겨졌으며, 검은색 영문 글씨로 롯데 기업 로고가 새겨졌다. 선수 이름과 등번호는 검은색으로 새겨졌다. 유니폼 착용 당시에는 검은색 언더셔츠를 착용했으며, 줄무늬 바지를 착용했다.
- 1996년~2000년 원정 유니폼

지바 롯데 마린스 유니폼과 비슷한 유니폼 디자인이었다. 회색 바탕에 검은색 영문 글씨로 롯데 기업 로고가 새겨졌다. 선수 이름과 등번호는 검은색으로 새겨졌다. 유니폼 착용 당시에는 검은색 언더셔츠를 착용했으며, 회색 바지를 착용했다.
- 2001년~2002년 원정 유니폼

검은색 바탕에 흰색 영문 글씨로 롯데 기업 로고가 새겨졌다. 선수 이름과 등번호는 흰색으로 새겨졌다. 유니폼 착용 당시에는 검은색 언더셔츠를 착용했으며, 회색 바지를 착용했다.
- 2003년 원정 유니폼

검은색 바탕의 단추식 유니폼으로 단추 주변에 흰색 줄이 삽입됐다. 가슴 부분에 주황색 영문 글씨로 롯데 기업 로고가 새겨졌다. 선수 이름과 등번호는 흰색으로 새겨졌다. 유니폼 착용 당시에는 검은색 언더셔츠를 착용했으며, 줄무늬 바지를 착용했다.
- 2004년~2008년 원정 유니폼

검은색 바탕의 단추식 유니폼으로 단추 주변에 흰색 줄이 삽입됐다. 왼쪽 가슴 부분에 자이언츠 구단 약칭 로고 'G'가 새겨졌다. 선수 이름과 등번호는 흰색으로 새겨졌다가, 2007년부터는 등번호 색깔이 주황색으로 바뀌었다. 유니폼 착용 당시에는 검은색 언더셔츠를 착용했으며, 줄무늬 바지를 착용했다.
- 2005년~2011년 홈 경기 선데이 유니폼

2005년부터 일요일 홈 경기마다 착용하는 유니폼이다. 홈 경기의 줄무늬 유니폼과 검은색 원정 유니폼의 디자인이 합쳐진 형태다. 전면부와 후반부는 흰색 바탕에 검은색 줄무늬이며, 팔과 어깨 부분은 검은색으로 처리했다. 가슴 부분에는 홈 경기 유니폼과 같이 롯데자이언츠 구단 로고가 삽입되는데, 선데이 유니폼에 롯데 로고는 빠져 있다. 선수 이름은 검은색, 등번호는 주황색 글씨로 새겨졌다.  유니폼 속에는 검은색 언더셔츠를 착용하고, 줄무늬 바지를 착용한다.